# NGC 1892
NGC 1892 é uma galáxia espiral (Sc) localizada na direcção da constelação de Dorado. Possui uma declinação de -64° 57' 37" e uma ascensão recta de 5 horas, 17 minutos e 09,5 segundos.
A galáxia NGC 1892 foi descoberta em 30 de Novembro de 1834 por John Herschel.